# Nikola Kovachev
Nikola Dimitrov Kovachev (bulgare : Никола Димитров Ковачев), né le 4 juin 1934 à Blagoevgrad en Bulgarie et mort le 26 novembre 2009 à Sofia, est un joueur de football international bulgare, qui évoluait au poste de défenseur, avant de devenir entraîneur.

## Biographie

### Carrière de joueur

#### Carrière en sélection
Avec l'équipe de Bulgarie, il dispute 46 matchs (pour 2 buts inscrits) entre 1956 et 1963. 
Il figure notamment dans le groupe des sélectionnés lors de la coupe du monde de 1962. Il dispute trois matchs lors du mondial 1962 : face à l'Argentine, la Hongrie et l'Angleterre.
Il joue également les Jeux olympiques de 1956 et les Jeux olympiques de 1960 avec la sélection bulgare.

## Palmarès
| CSKA Sofia - Championnat de Bulgarie (13) : - Champion : 1956-57, 1957-58, 1958-59, 1959-60, 1960-61, 1961-62, 1965-66, 1968-69, 1970-71, 1971-72, 1972-73, 1974-75, 1975-76. - Vice-champion : 1967-68, 1969-70 et 1973-74. - Coupe de Bulgarie (6) : - Vainqueur : 1961, 1965, 1969, 1972, 1973 et 1974. - Finaliste : 1966, 1970 et 1976. |  | Bulgarie olympique - Jeux olympiques : - Bronze : 1956. |